# Coppa Italia Serie C 2023-2024 (calcio femminile)
L'edizione 2023-2024 è stata la sesta edizione della Coppa Italia Serie C di calcio femminile. Il torneo è iniziato il 3 dicembre 2023 e si è concluso il 16 giugno 2024. La squadra campione in carica è il Venezia. La coppa è stata vinta dal Lumezzane, che in finale ha battuto il Riccione per 3-2.

## Squadre partecipanti
Hanno partecipato alla competizione le 48 squadre appartenenti ai 3 gironi della Serie C.

### Girone A
- Accademia Vittuone
- Angelo Baiardo
- Azalee
- Caprera
- Independiente Ivrea
- Livorno
- Lumezzane
- Moncalieri
- Monterosso
- Orobica
- Pro Sesto
- Real Meda
- Rinascita Doccia
- Roma CF
- Spezia
- Tharros

### Girone B
- Accademia SPAL
- Chieti
- Condor Treviso
- L.F. Jesina
- L'Aquila[2]
- Meran
- Padova
- Perugia
- Riccione
- Südtirol
- Trento CF
- Triestina
- Venezia
- Venezia Calcio 1985
- Vicenza
- Villorba

### Girone C
- Apulia Trani
- Catania
- Coscarello Castrolibero
- Crotone
- Frosinone
- Grifone
- Independent
- Lecce
- Matera Città Sassi
- Molfetta
- Montespaccato
- Palermo Women
- Salernitana
- Trastevere
- Villaricca
- Vis Mediterranea

## Date
| Fase               | Turno            | Data             |                  |
| ------------------ | ---------------- | ---------------- | ---------------- |
| Gironi eliminatori | 1ª giornata      | 3 dicembre 2023  | 3 dicembre 2023  |
| Gironi eliminatori | 2ª giornata      | 10 dicembre 2023 | 10 dicembre 2023 |
| Gironi eliminatori | 3ª giornata      | 17 dicembre 2023 | 17 dicembre 2023 |
| Fase finale        | Ottavi di finale | 4 febbraio 2024  | 4 febbraio 2024  |
| Fase finale        | Quarti di finale | 1 maggio 2024    | 1 maggio 2024    |
| Fase finale        | Semifinali       | 9 giugno 2024    | 9 giugno 2024    |
| Fase finale        | Finale           | 16 giugno 2024   | 16 giugno 2024   |

## Formula
A questa edizione della competizione hanno preso parte le 48 squadre partecipanti alla Serie C. La competizione si è articolata su cinque fasi: gironi preliminari, ottavi, quarti, semifinali e finale. La prima fase è stata caratterizzata dai gironi eliminatori: le 48 squadre sono suddivise in 16 raggruppamenti, ovvero cinque gironi da quattro squadre, sei gironi da tre squadre e cinque accoppiamenti, secondo criteri di vicinanza geografica. Nei raggruppamenti di tre o quattro squadre si sono disputate partite di sola andata, mentre gli accoppiamenti hanno previsto partite di andata e ritorno; sono state ammesse alla seconda fase solamente le sedici vincitrici dei raggruppamenti. A partire dalla seconda fase tutte le gare si sono disputate ad eliminazione diretta: ottavi, quarti e finale in gara unica, semifinali in gare di andata e ritorno.

## Gironi eliminatori
La composizione dei sedici gironi eliminatori è stata effettuata il 18 ottobre 2023, mentre il sorteggio per la determinazione della squadra che disputa la prima giornata in casa si è tenuto il 25 ottobre 2023. Nei gironi a tre squadre, nella seconda giornata riposa la squadra vittoriosa nella prima giornata o, in caso di pareggio, la squadra che ha giocato in trasferta la prima giornata.

### Raggruppamento 1
| Squadra 1     | Totale | Squadra 2 | Andata | Ritorno |
| ------------- | ------ | --------- | ------ | ------- |
| Palermo Women | 8 - 2  | Catania   | 6 - 0  | 2 - 2   |

#### Risultati
| Palermo 10 dicembre 2023, ore 14:30 CEST Andata | Palermo Women | 6 – 0 | Catania | Santo Canale Sport Village |

| Catania 17 dicembre 2023, ore 14:30 CEST Ritorno | Catania | 2 – 2 | Palermo Women | Campo Comunale di Nesima |

### Raggruppamento 2
| Squadra 1 | Totale | Squadra 2               | Andata | Ritorno |
| --------- | ------ | ----------------------- | ------ | ------- |
| Crotone   | 11 - 1 | Coscarello Castrolibero | 6 - 0  | 5 - 1   |

#### Risultati
| Cotronei 10 dicembre 2023, ore 11:00 CEST Andata | Crotone | 6 – 0 | Coscarello Castrolibero | Comunale Salvatore Baffa |

| Montalto Uffugo 17 dicembre 2023, ore 14:30 CEST Ritorno | Coscarello Castrolibero | 1 – 5 | Crotone | Stadio Romolo Di Magro |

### Raggruppamento 3

#### Classifica
| Pos. | Squadra            | Pt | G | V | N | P | GF | GS | DR  |
| ---- | ------------------ | -- | - | - | - | - | -- | -- | --- |
| 1.   | Lecce              | 9  | 3 | 3 | 0 | 0 | 12 | 0  | +12 |
| 2.   | Apulia Trani       | 3  | 3 | 1 | 1 | 1 | 3  | 5  | -2  |
| 3.   | Matera Città Sassi | 3  | 3 | 1 | 0 | 2 | 5  | 7  | -2  |
| 4.   | Molfetta           | 1  | 3 | 0 | 1 | 2 | 1  | 9  | -8  |

#### Risultati
| Castrignano de' Greci 3 dicembre 2023, ore 14:30 CEST 1ª giornata | Lecce | 4 – 0 | Molfetta | Comunale La Torre |

| Matera 13 dicembre 2023, ore 14:30 CEST 1ª giornata | Matera Città Sassi | 1 – 2 | Apulia Trani | Stadio Matera Paip |

| Trani 10 dicembre 2023, ore 14:30 CEST 2ª giornata | Apulia Trani | 0 – 3 | Lecce | Stadio comunale di Trani |

| Molfetta 10 dicembre 2023, ore 14:30 CEST 2ª giornata | Molfetta | 0 – 4 | Matera Città Sassi | Stadio Paolo Poli |

| Castrignano de' Greci 17 dicembre 2023, ore 14:30 CEST 3ª giornata | Lecce | 5 – 0 | Molfetta | Comunale La Torre |

| Cavallino 20 dicembre 2023, ore 14:30 CEST 3ª giornata | Molfetta | 1 – 1 | Apulia Trani | C.S. Kick Off |

### Raggruppamento 4

#### Classifica
| Pos. | Squadra          | Pt | G | V | N | P | GF | GS | DR |
| ---- | ---------------- | -- | - | - | - | - | -- | -- | -- |
| 1.   | Vis Mediterranea | 6  | 3 | 2 | 0 | 1 | 5  | 3  | +2 |
| 2.   | Independent      | 4  | 3 | 1 | 1 | 1 | 5  | 5  | 0  |
| 3.   | Salernitana      | 4  | 3 | 1 | 1 | 1 | 8  | 9  | -1 |
| 4.   | Villaricca       | 3  | 3 | 1 | 0 | 2 | 6  | 7  | -1 |

#### Risultati
| Montoro 3 dicembre 2023, ore 14:30 CEST 1ª giornata | Vis Mediterranea | 2 – 1 | Independent | Stadio Comunale S. Pertini |

| Giugliano in Campania 6 dicembre 2023, ore 19:30 CEST 1ª giornata | Villaricca | 4 – 5 | Salernitana | Stadio Ness |

| Napoli 10 dicembre 2023, ore 14:30 CEST 2ª giornata | Independent | 2 – 1 | Villaricca | Complesso Kennedy |

| Salerno 10 dicembre 2023, ore 14:30 CEST 2ª giornata | Salernitana | 1 – 3 | Vis Mediterranea | Campo Vincenzo Volpe |

| Napoli 17 dicembre 2023, ore 14:30 CEST 3ª giornata | Independent | 2 – 2 | Salernitana | Complesso Kennedy |

| Montoro 17 dicembre 2023, ore 14:30 CEST 3ª giornata | Vis Mediterranea | 0 – 1 | Villaricca | Stadio Comunale S. Pertini |

### Raggruppamento 5

#### Classifica
| Pos. | Squadra    | Pt | G | V | N | P | GF | GS | DR |
| ---- | ---------- | -- | - | - | - | - | -- | -- | -- |
| 1.   | Frosinone  | 6  | 2 | 2 | 0 | 0 | 8  | 2  | +6 |
| 2.   | Trastevere | 3  | 2 | 1 | 0 | 1 | 4  | 2  | +2 |
| 3.   | Grifone    | 0  | 2 | 0 | 0 | 2 | 1  | 9  | -8 |

#### Risultati
| Ferentino 3 dicembre 2023, ore 14:30 CEST 1ª giornata | Frosinone | 2 – 1 | Trastevere | Stadio Comunale di Ferentino |

| Roma 10 dicembre 2023, ore 14:30 CEST 2ª giornata | Trastevere | 3 – 0 | Grifone | Trastevere Stadium |

| Roma 17 dicembre 2023, ore 14:30 CEST 3ª giornata | Grifone | 1 – 6 | Frosinone | Stadio ELIS |

### Raggruppamento 6
| Squadra 1     | Totale | Squadra 2 | Andata | Ritorno |
| ------------- | ------ | --------- | ------ | ------- |
| Montespaccato | 2 - 7  | Roma CF   | 0 - 1  | 2 - 6   |

#### Risultati
| Montespaccato 3 dicembre 2023, ore 14:30 CEST Andata | Montespaccato | 0 – 1 | Roma CF | Stadio Don Pino Puglisi |

| Roma 17 dicembre 2023, ore 14:30 CEST Ritorno | Roma CF | 6 – 2 | Montespaccato | Stadio Giorgio Castelli |

### Raggruppamento 7
| Squadra 1 | Totale | Squadra 2 | Andata | Ritorno |
| --------- | ------ | --------- | ------ | ------- |
| L'Aquila  | 6 - 8  | Chieti    | 1 - 6  | 5 - 2   |

#### Risultati
| L'Aquila 3 dicembre 2023, ore 18:00 CEST Andata | L'Aquila | 0 – 1 | Chieti | Stadio Gran Sasso d'Italia |

| Lettomanoppello 17 dicembre 2023, ore 14:30 CEST Ritorno | Chieti | 6 – 2 | L'Aquila | Stadio Giuliano Di Pietrantonio |

### Raggruppamento 8

#### Classifica
| Pos. | Squadra     | Pt | G | V | N | P | GF | GS | DR |
| ---- | ----------- | -- | - | - | - | - | -- | -- | -- |
| 1.   | Riccione    | 6  | 2 | 2 | 0 | 0 | 8  | 2  | +6 |
| 2.   | L.F. Jesina | 3  | 2 | 1 | 0 | 1 | 4  | 2  | +2 |
| 3.   | Perugia     | 0  | 2 | 0 | 0 | 2 | 1  | 9  | -8 |

#### Risultati
| Riccione 3 dicembre 2023, ore 14:30 CEST 1ª giornata | Riccione | 6 – 1 | Perugia | Stadio Comunale Riccione Via Arezzo |

| Castiglione del Lago 10 dicembre 2023, ore 14:30 CEST 2ª giornata | Perugia | 0 – 3 | L.F. Jesina | Centro Sportivo Silvio Piola |

| Jesi 17 dicembre 2023, ore 14:30 CEST 3ª giornata | L.F. Jesina | 1 – 2 | Riccione | Campo Sportivo G. Cardinaletti |

### Raggruppamento 9

#### Classifica
| Pos. | Squadra          | Pt | G | V | N | P | GF | GS | DR  |
| ---- | ---------------- | -- | - | - | - | - | -- | -- | --- |
| 1.   | Spezia           | 6  | 2 | 2 | 0 | 0 | 13 | 1  | +12 |
| 2.   | Rinascita Doccia | 1  | 2 | 0 | 1 | 1 | 1  | 6  | -5  |
| 3.   | Livorno          | 1  | 2 | 0 | 1 | 1 | 2  | 9  | -7  |

#### Risultati
| Castelnuovo Magra 3 dicembre 2023, ore 14:30 CEST 1ª giornata | Spezia | 8 – 1 | Livorno | Stadio Libero Marchini |

| Livorno 10 dicembre 2023, ore 14:30 CEST 2ª giornata | Livorno | 1 – 1 | Rinascita Doccia | Stadio Mario Magnozzi |

| Sesto Fiorentino 17 dicembre 2023, ore 14:30 CEST 3ª giornata | Rinascita Doccia | 0 – 5 | Spezia | Stadio Aldo Biagiotti |

### Raggruppamento 10

#### Classifica
| Pos. | Squadra             | Pt | G | V | N | P | GF | GS | DR |
| ---- | ------------------- | -- | - | - | - | - | -- | -- | -- |
| 1.   | Moncalieri          | 6  | 2 | 2 | 0 | 0 | 4  | 0  | +4 |
| 2.   | Angelo Baiardo      | 3  | 2 | 1 | 0 | 1 | 2  | 4  | -2 |
| 3.   | Independiente Ivrea | 0  | 2 | 0 | 0 | 2 | 1  | 3  | -2 |

#### Risultati
| Genova 3 dicembre 2023, ore 14:00 CEST 1ª giornata | Angelo Baiardo | 2 – 1 | Independiente Ivrea | Campo Sportivo 25 Aprile |

| Volpiano 10 dicembre 2023, ore 14:30 CEST 2ª giornata | Independiente Ivrea | 0 – 1 | Moncalieri | Stadio Comunale Antonio Goia |

| Testona 17 dicembre 2023, ore 14:30 CEST 3ª giornata | Moncalieri | 3 – 0 | Angelo Baiardo | Stadio Testona |

### Raggruppamento 11

#### Classifica
| Pos. | Squadra   | Pt | G | V | N | P | GF | GS | DR |
| ---- | --------- | -- | - | - | - | - | -- | -- | -- |
| 1.   | Orobica   | 4  | 2 | 1 | 1 | 0 | 4  | 0  | +4 |
| 2.   | Real Meda | 3  | 2 | 1 | 0 | 1 | 5  | 6  | -1 |
| 3.   | Azalee    | 1  | 2 | 0 | 1 | 1 | 2  | 5  | -3 |

#### Risultati
| Gallarate 3 dicembre 2023, ore 14:30 CEST 1ª giornata | Azalee | 2 – 5 | Real Meda | Stadio Atleti Azzurri D'Italia |

| Arcene 10 dicembre 2023, ore 14:30 CEST 2ª giornata | Orobica | 0 – 0 | Azalee | Stadio Comunale di Arcene |

| Meda 17 dicembre 2023, ore 14:30 CEST 3ª giornata | Real Meda | 0 – 4 | Orobica | Stadio Città di Meda |

### Raggruppamento 12
| Squadra 1 | Totale | Squadra 2 | Andata | Ritorno |
| --------- | ------ | --------- | ------ | ------- |
| Tharros   | 4 - 0  | Caprera   | 3 - 0  | 1 - 0   |

#### Risultati
| Oristano 3 dicembre 2023, ore 14:30 CEST Andata | Tharros | 3 – 0 | Caprera | Stadio Comunale Tharros |

| La Maddalena 10 dicembre 2023, ore 15:00 CEST Ritorno | Caprera | 0 – 1 | Tharros | Stadio Comunale Pietro Secci |

### Raggruppamento 13

#### Classifica
| Pos. | Squadra            | Pt | G | V | N | P | GF | GS | DR |
| ---- | ------------------ | -- | - | - | - | - | -- | -- | -- |
| 1.   | Lumezzane          | 9  | 3 | 3 | 0 | 0 | 7  | 1  | +6 |
| 2.   | Accademia Vittuone | 4  | 3 | 1 | 1 | 1 | 6  | 2  | +3 |
| 3.   | Monterosso         | 3  | 3 | 1 | 0 | 2 | 6  | 12 | -6 |
| 4.   | Pro Sesto          | 1  | 3 | 0 | 1 | 2 | 5  | 9  | -4 |

#### Risultati
| Bareggio 3 dicembre 2023, ore 14:30 CEST 1ª giornata | Accademia Vittuone | 2 – 1 | Lumezzane | Stadio Comunale L. Magistrelli |

| Sesto San Giovanni 3 dicembre 2023, ore 15:30 CEST 1ª giornata | Pro Sesto | 4 – 5 | Monterosso | Stadio E. Breda |

| Lumezzane 10 dicembre 2023, ore 14:30 CEST 2ª giornata | Lumezzane | 3 – 0 | Pro Sesto | Stadio Tullio Saleri |

| Zanica 10 dicembre 2023, ore 14:30 CEST 2ª giornata | Monterosso | 0 – 5 | Accademia Vittuone | Centro Sportivo Comunale di Zanica |

| Bareggio 17 dicembre 2023, ore 14:30 CEST 3ª giornata | Accademia Vittuone | 1 – 1 | Pro Sesto | Stadio Comunale L. Magistrelli |

| Lumezzane 17 dicembre 2023, ore 14:30 CEST 3ª giornata | Lumezzane | 3 – 1 | Monterosso | Stadio Tullio Saleri |

### Raggruppamento 14

#### Classifica
| Pos. | Squadra   | Pt | G | V | N | P | GF | GS | DR |
| ---- | --------- | -- | - | - | - | - | -- | -- | -- |
| 1.   | Südtirol  | 4  | 2 | 1 | 1 | 0 | 3  | 0  | +3 |
| 2.   | Trento CF | 2  | 2 | 0 | 2 | 0 | 2  | 2  | 0  |
| 3.   | Meran     | 1  | 2 | 0 | 1 | 1 | 2  | 5  | -3 |

#### Risultati
| Appiano sulla Strada del Vino 3 dicembre 2023, ore 14:30 CEST 1ª giornata | Südtirol | 0 – 0 | Trento CF | Campo Maso Ronco |

| Merano 10 dicembre 2023, ore 14:30 CEST 2ª giornata | Meran | 0 – 3 A tavolino | Südtirol | Stadio G. Combi |

| Trento 17 dicembre 2023, ore 14:30 CEST 3ª giornata                          | Trento CF | 2 – 2 referto     | Meran | Stadio Briamasco |
| \| \| \| \| \| Antolini 8’ Chemotti 13’ \| Marcatori \| 31’, 41’ Nischler \| |           |                   |       |                  |
|                                                                              |           |                   |       |                  |
| Antolini 8’ Chemotti 13’                                                     | Marcatori | 31’, 41’ Nischler |       |                  |

### Raggruppamento 15

#### Classifica
| Pos. | Squadra             | Pt | G | V | N | P | GF | GS | DR |
| ---- | ------------------- | -- | - | - | - | - | -- | -- | -- |
| 1.   | Venezia Calcio 1985 | 7  | 3 | 2 | 1 | 0 | 8  | 2  | +6 |
| 2.   | Vicenza             | 5  | 3 | 1 | 2 | 0 | 3  | 2  | +1 |
| 3.   | Padova              | 3  | 3 | 1 | 0 | 2 | 3  | 6  | -3 |
| 4.   | Accademia SPAL      | 1  | 3 | 0 | 1 | 2 | 2  | 6  | -4 |

#### Risultati
| Ferrara 3 dicembre 2023, ore 15:00 CEST 1ª giornata | Accademia SPAL | 0 – 3 | Venezia Calcio 1985 | Stadio Paolo Mazza |

| Monticello Conte Otto 3 dicembre 2023, ore 14:30 CEST 1ª giornata | Vicenza | 1 – 0 | Padova | Centro Sportivo di Vigardolo |

| Marcon 10 dicembre 2023, ore 14:30 CEST 2ª giornata | Venezia Calcio 1985 | 4 – 1 | Padova | Stadio N. Rocco |

| Monticello Conte Otto 10 dicembre 2023, ore 14:30 CEST 2ª giornata | Vicenza | 1 – 1 | Accademia SPAL | Centro Sportivo di Vigardolo |

| Padova 17 dicembre 2023, ore 14:30 CEST 3ª giornata | Padova | 2 – 1 | Accademia SPAL | Campo Comunale Vermigli |

| Marcon 17 dicembre 2023, ore 14:30 CEST 3ª giornata | Venezia Calcio 1985 | 1 – 1 | Vicenza | Stadio N. Rocco |

### Raggruppamento 16

#### Classifica
| Pos. | Squadra        | Pt | G | V | N | P | GF | GS | DR  |
| ---- | -------------- | -- | - | - | - | - | -- | -- | --- |
| 1.   | Venezia        | 9  | 3 | 3 | 0 | 0 | 14 | 0  | +14 |
| 2.   | Villorba       | 6  | 3 | 2 | 0 | 1 | 4  | 5  | -1  |
| 3.   | Condor Treviso | 1  | 3 | 1 | 0 | 2 | 1  | 7  | -6  |
| 4.   | Triestina      | 1  | 3 | 0 | 1 | 2 | 2  | 9  | -7  |

#### Risultati
| Mestre 3 dicembre 2023, ore 14:30 CEST 1ª giornata | Venezia | 5 – 0 | Condor Treviso | Stadio Comunale G. Taliercio |

| Villorba 3 dicembre 2023, ore 14:30 CEST 1ª giornata | Villorba | 3 – 1 | Triestina | Stadio comunale di Catenav |

| Duino-Aurisina 10 dicembre 2023, ore 14:30 CEST 2ª giornata | Triestina | 0 – 5 | Venezia | Campo Sportivo di Santa Croce |

| Treviso 12 dicembre 2023, ore 20:30 CEST 2ª giornata | Condor Treviso | 0 – 1 | Villorba | Comunale Sant'Angelo |

| Duino-Aurisina 17 dicembre 2023, ore 14:30 CEST 3ª giornata | Triestina | 1 – 1 | Condor Treviso | Campo Sportivo di Santa Croce |

| Villorba 17 dicembre 2023, ore 14:30 CEST 3ª giornata | Villorba | 0 – 4 | Venezia | Stadio comunale di Catenav |

## Ottavi di finale
Il sorteggio per definire la squadra che disputa in casa la prima gara si è tenuto il 10 gennaio 2024.
| Squadra 1           | Risultato       | Squadra 2        |
| ------------------- | --------------- | ---------------- |
| 4 febbraio 2024     |                 |                  |
| Crotone             | 0 - 6           | Palermo Women    |
| Lecce               | 0 - 0 (4-3 dtr) | Vis Mediterranea |
| Roma CF             | 2 - 3           | Frosinone        |
| Riccione            | 1 - 0           | Chieti           |
| Moncalieri          | 1 - 1 (4-5 dtr) | Spezia           |
| Orobica             | 3 - 1           | Tharros          |
| Lumezzane           | 2 - 0           | Südtirol         |
| Venezia Calcio 1985 | 1 - 1 (2-3 dtr) | Venezia          |

| Cotronei 4 febbraio 2024, ore 11:00 CET Ottavi di finale                                             | Crotone   | 0 – 6 referto                                                      | Palermo Women | Comunale Salvatore Baffa |
| \| \| \| \| \| \| Marcatori \| 1’, 37’ (rig.) Piro 18’ Coco 32’ Dragotto 85’ Gippetto 87’ Bonanno \| |           |                                                                    |               |                          |
| |           |                                                                    |               |                          |
| | Marcatori | 1’, 37’ (rig.) Piro 18’ Coco 32’ Dragotto 85’ Gippetto 87’ Bonanno |               |                          |

| Castrignano de' Greci 4 febbraio 2024, ore 14:30 CET Ottavi di finale | Lecce                | 0 – 0 referto | Vis Mediterranea | Campo Comunale La Torre |
| \| \| \| \| \| \| Tiri di rigore 4 – 3 \| \|                          |                      |               |                  |                         |
|                                                                       |                      |               |                  |                         |
|                                                                       | Tiri di rigore 4 – 3 |               |                  |                         |

| Roma 4 febbraio 2024, ore 14:30 CET Ottavi di finale                                                 | Roma CF   | 2 – 3 referto                         | Frosinone | Stadio Giorgio Castelli |
| \| \| \| \| \| Verro 32’ Vergari 66’ (rig.) \| Marcatori \| 43’, 69’ (rig.) Sgambato 72’ Zorzetto \| |           |                                       |           |                         |
| |           |                                       |           |                         |
| Verro 32’ Vergari 66’ (rig.)                                                                         | Marcatori | 43’, 69’ (rig.) Sgambato 72’ Zorzetto |           |                         |

| Riccione 4 febbraio 2024, ore 14:30 CET Ottavi di finale | Riccione  | 1 – 0 referto | Chieti | Stadio Comunale Riccione Via Arezzo |
| \| \| \| \| \| Bauce 48’ \| Marcatori \| \|              |           |               |        |                                     |
|                                                          |           |               |        |                                     |
| Bauce 48’                                                | Marcatori |               |        |                                     |

| Testona 4 febbraio 2024, ore 14:30 CET Ottavi di finale                                              | Moncalieri           | 1 – 1 referto  | Spezia | Stadio Testona |
| \| \| \| \| \| Ceppari 53’ (rig.) \| Marcatori \| 70’ Lo Vecchio \| \| \| Tiri di rigore 4 – 5 \| \| |                      |                |        |                |
| |                      |                |        |                |
| Ceppari 53’ (rig.)                                                                                   | Marcatori            | 70’ Lo Vecchio |        |                |
| | Tiri di rigore 4 – 5 |                |        |                |

| Arcene 4 febbraio 2024, ore 14:00 CET Ottavi di finale       | Orobica   | 3 – 1 referto | Tharros | Stadio Comunale di Arcene |
| \| \| \| \| \| Coda Troiano Galdini \| Marcatori \| Rattu \| |           |               |         |                           |
|                                                              |           |               |         |                           |
| Coda Troiano Galdini                                         | Marcatori | Rattu         |         |                           |

| Buffalora 4 febbraio 2024, ore 14:30 CET Ottavi di finale | Lumezzane | 2 – 0 referto | Südtirol | Centro Sportivo Rigamonti A. Pasotti |
| \| \| \| \| \| Mariani 11’ Redolfi 41’ \| Marcatori \| \| |           |               |          |                                      |
|                                                           |           |               |          |                                      |
| Mariani 11’ Redolfi 41’                                   | Marcatori |               |          |                                      |

| Marcon 4 febbraio 2024, ore 14:30 CET Ottavi di finale                                    | Venezia Calcio 1985  | 1 – 1 referto | Venezia | Stadio N. Rocco |
| \| \| \| \| \| Roncato 13’ \| Marcatori \| 38’ Willis \| \| \| Tiri di rigore 3 – 4 \| \| |                      |               |         |                 |
|                                                                                           |                      |               |         |                 |
| Roncato 13’                                                                               | Marcatori            | 38’ Willis    |         |                 |
|                                                                                           | Tiri di rigore 3 – 4 |               |         |                 |

## Quarti di finale
Calendario gare Quarti di Finale è stato pubblicato 7 febbraio 2024.
| Squadra 1     | Risultato       | Squadra 2 |
| ------------- | --------------- | --------- |
| 1 maggio 2024 |                 |           |
| Palermo Women | 1 - 0           | Lecce     |
| Frosinone     | 0 - 1           | Riccione  |
| Spezia        | 1 - 2           | Orobica   |
| Venezia       | 1 - 1 (4-5 dtr) | Lumezzane |

| Palermo 1 maggio 2024, ore 14:30 CEST Quarti di finale | Palermo Women | 1 – 0 referto | Lecce | Santo Canale Sport Village |
| \| \| \| \| \| Priolo 8’ \| Marcatori \| \|            |               |               |       |                            |
|                                                        |               |               |       |                            |
| Priolo 8’                                              | Marcatori     |               |       |                            |

| Ferentino 1 maggio 2024, ore 15:30 CEST Quarti di finale | Frosinone | 0 – 1 referto | Riccione | Stadio Comunale di Ferentino |
| \| \| \| \| \| \| Marcatori \| 10’ Schipa \|             |           |               |          |                              |
|                                                          |           |               |          |                              |
|                                                          | Marcatori | 10’ Schipa    |          |                              |

| Lerici 1 maggio 2024, ore 14:30 CEST Quarti di finale                        | Spezia    | 1 – 2 referto        | Orobica | Stadio Piero Bibolin |
| \| \| \| \| \| Ciccarelli 83’ (rig.) \| Marcatori \| 55’ Coda 63’ Lazzari \| |           |                      |         |                      |
|                                                                              |           |                      |         |                      |
| Ciccarelli 83’ (rig.)                                                        | Marcatori | 55’ Coda 63’ Lazzari |         |                      |

| Mestre 1 maggio 2024, ore 14:30 CEST Quarti di finale                                  | Venezia              | 1 – 1 referto | Lumezzane | Stadio Comunale G. Taliercio |
| \| \| \| \| \| Zuanti 19’ \| Marcatori \| 29’ Sule \| \| \| Tiri di rigore 4 – 5 \| \| |                      |               |           |                              |
|                                                                                        |                      |               |           |                              |
| Zuanti 19’                                                                             | Marcatori            | 29’ Sule      |           |                              |
|                                                                                        | Tiri di rigore 4 – 5 |               |           |                              |

## Semifinali
Il sorteggio per definire la squadra che disputa in casa la prima gara si è tenuto il 8 maggio 2024.
| Squadra 1     | Risultato       | Squadra 2     |
| ------------- | --------------- | ------------- |
| 9 giugno 2024 |                 |               |
| Riccione      | 2 - 2 (4-3 dtr) | Palermo Women |
| Lumezzane     | 2 - 0           | Orobica       |

| Riccione 9 giugno 2024, ore 15:00 CEST Semifinale - Andata                                                                  | Riccione             | 2 – 2 referto             | Palermo Women | Centro Sportivo Comunale Italo Nicoletti |
| \| \| \| \| \| Neddar 28’ (rig.) Schipa 45+2’ \| Marcatori \| 52’ Di Salvo 53’ Dragotto \| \| \| Tiri di rigore 4 – 3 \| \| |                      |                           |               |                                          |
| |                      |                           |               |                                          |
| Neddar 28’ (rig.) Schipa 45+2’                                                                                              | Marcatori            | 52’ Di Salvo 53’ Dragotto |               |                                          |
| | Tiri di rigore 4 – 3 |                           |               |                                          |

| Lumezzane 9 giugno 2024, ore 15:30 CEST Semifinale - Andata | Lumezzane | 2 – 0 referto | Orobica | Stadio Tullio Saleri |
| \| \| \| \| \| Merli 29’, 37’ \| Marcatori \| \|            |           |               |         |                      |
|                                                             |           |               |         |                      |
| Merli 29’, 37’                                              | Marcatori |               |         |                      |

## Finale
| Arbitro: | Molinaro (Lamezia Terme) |

|                             |           |                               |
| Pederzani 6’ Costantini 51’ | Marcatori | 25’ Licari 53’ Sule 77’ Merli |